# Casama promissa
Casama promissa är en fjärilsart som beskrevs av Erich Martin Hering 1926. Casama promissa ingår i släktet Casama och familjen tofsspinnare. Inga underarter finns listade i Catalogue of Life.